# Paul Haesaerts
Paul Haesaerts (* 15. Februar 1901 in Boom; † 31. Januar 1974 in Brüssel) war ein belgischer Kunsthistoriker, der in jungen Jahren auch selbst künstlerisch tätig war, auf dem Feld der Malerei und der Textilkunst. Breiter bekannt wurde er durch seine filmischen Porträts Bildender Künstler, die heute von der Filmwissenschaft als Beispiele des Cinéma Critique betrachtet werden.

## Leben
Paul Haesaerts und seine Brüder Luc (1899–1962) und Jean, der Älteste, wuchsen als Söhne des Benjamin Haesaerts (1872–1934) und seiner Frau Hélène, geborene Spillemaeckers, im flämischen Boom auf. Paul inskribierte in Antwerpen an der Koninklijke Academie voor Schone Kunsten. Eine Zeitlang hielt sich der Kunststudent bei Jean, der Ingenieur war wie der Vater, in Kairo auf. Eine führende Rolle spielte Paul Haesaerts während der 1920er-Jahre im Studio der Textilkünstlerin Elisabeth de Saedeleer (1902–1972): Dort war er Künstlerischer Leiter und auch selbst kreativ tätig. Ausstellungen des Studios im Museum voor Sierkunst / Museum für Zierkunst (heute: Design Museum Gent) und in Brüssel zeigten Teppiche auch nach Entwürfen von Haesaerts. In den 1930er-Jahren malte Paul Haesaerts seine Freunde Edgard Tytgat – dieses Gemälde befindet sich heute in der Sammlung des Museum voor Schone Kunsten in Gent  – und Charles Leplae, auch Selbstporträts aus dieser Zeit sind erhalten.
In seinen frühen Mannesjahren arbeitete und veröffentlichte er gemeinsam mit Luc, mit dem er von klein auf ein gutes, nahes Verhältnis hatte. Zwar studierte Luc Rechtswissenschaften sowie Philosophie und Geschichte, doch auch ihn interessierte die Kunst. Gemeinsam begründeten die beiden Hasaerts das Journal des Beaux-Arts. Ihr Buch Flandres findet sich auch auf dem Doppelporträt von Luc und Paul Haesaerts von Etgar Tytgat mit im Bild. Zu Paul Haesaerts’ späteren Monografien zählt eine Abhandlung über das Künstlerdorf Sint-Martens-Latem.
In der Anfangszeit des Zweiten Weltkriegs waren Paul und Luc Haesaerts zunächst am von der Königin, Reine Elisabeth, ins Leben gerufenen Kulturprogramm beteiligt und in dem Zusammenhang Redakteure des Druckwerks Le Barbelé.
In den späten 1940er- und frühen 1950er-Jahren setzte Haesaerts seine Beschäftigung mit Bildender Kunst und Bildenden Künstlern in Filmdokumentationen um. Für seine Arbeit über Peter Paul Rubens arbeitete er mit Henri Storck zusammen. Die Dokumentation lief im Programm der 9. Internationalen Filmfestspiele von Venedig. Seinen Atelierbesuch bei Pablo Picasso in Vallauris, der als der erste Film über den Künstler aus Sicht der Kunstkritik gilt, konnte Haesaerts auch in New York zeigen, und er wurde nominiert für einen British Academy Film Award (Kategorie Documentary im Jahr 1952). Zudem stellte er unter anderem Paul Delvaux vor; Leben und Werk von James Ensor näherte er sich mit der Kamera und mittels einer Monografie, die in mehrere Sprachen übersetzt wurde. In die Verbreitung von Ensors Schaffen war der junge Haesaerts einmal noch unmittelbarer involviert gewesen: Gemeinsam – die Kunsthistorikerin Patricia G. Berman bezeichnete Haesaerts im Rückblick zusammenfassend als „Ensor’s biographer and colleague“ – fertigten die beiden im Jahr 1929 eine Gouache von Ensors Der Einzug Christi in Brüssel an, als Vorstufe einer geplanten Umsetzung des Gemäldes in Textilkunst.
Haesaerts’ Film Under the Black Mask (1958) über Kongolesische Kunst wurde im Rückblick für problematisch befunden und konstruktiv-kritisierend aufgegriffen: Unter anderem auf der Berlinale 2022 lief die Arbeit Onder het witte masker: de film die Haesaerts had kunnen maken / Under the White Mask: The Film That Haesaerts Could Have Made (Belgien 2020) von Matthias De Groof.
Haesaerts und seine Frau Jeanne (geborene Van Raemdonck, 1910–2000, miteinander verheiratet seit 24. Mai 1934, Eltern einer gemeinsamen Tochter) lebten ab 1966 in Sijsele, Damme.

## Werk

### Bücher
- Het animisme. Een nieuwe richting in de Belgische kunst. Amsterdam, Veen, 1942.

- James Ensor. Brüssel, Elsevier, 1957.
  - deutsch von Lothar Klünner, mit einer Einleitung von Wilhelm Hausenstein. Stuttgart, Hatje, 1957.
  - englisch mit einem Beitrag von Jean Cassou. New York, H. N. Abrams, 1959.
- Histoire de la peinture moderne en Flandre, 1959.
- Sint-Martens-Latem. Gezegend oord van de Vlaamse Kunst., 1966
- Huit siècles de peinture. Trésors des musées belges, 1969.

### Filmische Arbeiten
- mit Henri Storck: Rubens. 1948
- De Renoir à Picasso. 1950
- Visite à Picasso. 1950

- Quatre peintres belges au travail. 1952 (über und mit Edgar Tytgat, Albert Dasnoy, Jean Brusselmans und Paul Delvaux)

- Masques et visages de James Ensor. 1952
- Onder het zwarte masker. 1958
- mit Edmond Bernhard: L'École de la liberté. 1960

## Rezeption
Manche von Paul Haesaerts’ filmischen Arbeiten werden bis ins 21. Jahrhundert herauf wertgeschätzt: Die Künstlerporträts wurden mit jenen von Luciano Emmer in Italien und Alain Resnais in Frankreich verglichen, sie gelten als wesentliche Beiträge zur Rezeption insbesondere flämischer Kunst des 20. Jahrhunderts. Vier seiner Arbeiten sind enthalten in der insgesamt 19 Beiträge vereinenden Filmanthologie Art & Cinema. De Belgische kunstdocumentaire /  Le documentaire sur l'art en Belgique / The Belgian Art Documentary des Koninklijk Belgisch Filmarchief Cinematek.
Haesaerts’ Versuch über afrikanische Kunst hingegen sieht sich heute mit postkolonialistischer Kritik konfrontiert. „Der Film versucht sich an einer Reparation und beschränkt sich auf Bilder, Texte und Musik, die bereits Haesaerts zur Verfügung gestanden hätten“, hieß es im Begleittext zu Matthias de Groofs Antwortfilm, der 2022 bei den Internationalen Filmfestspielen von Berlin gezeigt wurde. In einem Interview bezeichnete de Groof seine im Film selbst als „neu-Schnitt“ deklarierte Arbeit als „Coup“ und „Sabotage“ der „kolonialen Propaganda“, die Haesaerts betrieben habe. Er erläuterte: „1958 gab es bereits antikoloniale Filme, Musik, Literatur und militärische Kämpfe. Wir hatten pan-afrikanische und tri-kontinentale Konferenzen, Unabhängigkeitspolitik und so weiter.“ Angesichts dessen sei Haesaerts nicht einfach „Kind seiner Zeit“ gewesen. Die verbale Gestaltung des neuen Films verwendet anstelle von Haesaerts’ Text Worte von Aimé Césaire, übersetzt ins Lingala. De Groofs Auseinandersetzung mit Hasaerts war auch bei Festivals in Portugal (Doclisboa, 2021), im Vereinigten Königreich (Sheffield International Documentary Festival, 2021) und Griechenland (Ethnofest – Athens Ethnographic Film Festival, 2022) sowie bei den Internationalen Kurzfilmtagen Oberhausen (2022) im Programm.